# サウンド・オブ・サイレンス (映画)
『サウンド・オブ・サイレンス』（原題: Don't Say A Word）は、アンドリュー・クラヴァンの小説『秘密の友人』を原作とする2001年のアメリカ映画。

## あらすじ
5人組の銀行強盗団が銀行を襲い、貸金庫から運び込まれたばかりの赤いダイヤを強奪する。銀行強盗団は2台の車に分乗すると、乗ってきたバンを爆破し逃走する。リーダーのパトリックがダイヤを確認すると、それはすり替えられたものだった。仲間の裏切りにパトリックは激怒する。
その10年後、明日は感謝祭という夜、金持ち専門の精神科医ネイサンは、大病院の元同僚に「緊急で」と助けを求められる。多重人格の少女エリザベスが、男性看護師をめった刺しにしたため、監視の厳しい病院に送られ監禁されることになっているが、その原因さえ突き止められれば、止めることができるかもしれないので協力してほしいというのだった。しかし、ネイサンにエリザベスは「狙いは奴らと同じね」「話すもんですか」と取り付く島もない。
翌朝、彼の最愛の一人娘が誘拐される。犯人は、「エリザベスが記憶している“6桁の番号“を聞き出せ。タイムリミットは午後5時だ。さもなくば娘を殺す」という要求を突きつける。足を骨折して動けない妻もまた、誘拐犯の監視下におかれ、ネイサンは警察への通報も不可能なまま一人で戦うことになる。しかし、心を閉ざしたエリザベスは、必死のネイサンの要請にも答えず、「絶対に教えない」と冷ややかに呟く。その後、ルイスも愛人を人質にとられていたことがわかり、愛人の水死体の事件でサンドラ・キャシディ刑事がやってくる。その後ネイサンとエリザベスは、アイランド島の無縁墓地にたどり着く。パトリックたちと合流すると、ネイサンは番号を聞き出すためエリザベスと話をする。犯人の目的はエリザベスの父親が盗んだ1000万ドルのダイヤをエリザベスの人形に隠し、エリザベスが父親の棺に入れたその人形を手に入れるためだった。エリザベスは6桁の番号をホコリまみれのガラスに書く。その墓には人形はなく、怒り狂ったパトリックにネイサンが「これは昔の大きなショックのせいで逆さまに書いてしまった」という。ガラスを逆さまにし、その番号の墓に行くと人形があった。パトリックは人形を手に入れると、「ネイサンを殺せ」と部下に命令。激闘の末、部下は瀕死になる。パトリックは部下を殺してネイサンに銃を突きつける。そこへ彼らを追ってきたキャシディがもう一人の部下を銃で撃つ。キャシディとパトリックは銃の撃ち合いになり、パトリックはネイサンの攻撃を受け穴に落ちる。それでもパトリックは撃ってきたため、ネイサンはクレーンのロックを外し束ねられた木を落とす。すると穴の土を支えていた部分が崩れ、パトリックは生き埋めとなり事件は解決、ジェシーは家族の下へ戻ることができた。

## キャスト
| 役名                           | 俳優                             | 日本語吹き替え                                          | 日本語吹き替え                                                                                              | 日本語吹き替え |
| 役名                           | 俳優                             | ソフト版                                                | テレビ朝日版                                                                                                |                |
| ------------------------------ | -------------------------------- | ------------------------------------------------------- | --- | -------------- |
| ネイサン・コンラッド医師       | マイケル・ダグラス               | 小川真司                                                | 小川真司 |                |
| パトリック・バリー・コスター   | ショーン・ビーン                 | 大塚芳忠                                                | 菅生隆之 |                |
| エリザベス・バロウズ           | ブリタニー・マーフィ             | 小林さやか                                              | 弓場沙織 |                |
| ジェシー・コンラッド           | スカイ・マッコール・バートシアク | 矢島晶子                                                | 川田妙子 |                |
| アギー・コンラッド             | ファムケ・ヤンセン               | 高島雅羅                                                | 八十川真由野                                                                                                |                |
| サンドラ・キャシディ刑事       | ジェニファー・エスポジート       | 唐沢潤                                                  | 佐藤しのぶ                                                                                                  |                |
| マーティン・ジョゼフ・ドーレン | ガイ・トーリー                   | 落合弘治                                                | 檀臣幸 |                |
| ルイス・サックス医師           | オリヴァー・プラット             | 岩崎ひろし                                              | 塩屋浩三 |                |
| ラッセル・マドックス           | ショーン・ドイル                 | 後藤敦                                                  | 家中宏 |                |
| シドニー・サイモン             | ヴィクター・アルゴ               | 石住昭彦                                                | 長島雄一 |                |
| マックス・ダンリービー         | コンラッド・グード               | 手塚秀彰                                                | 佐々木誠二                                                                                                  |                |
| ジェイク                       | ポール・シュルツ                 | 水内清光                                                | |                |
| アーニー                       | ランス・レディック               | 水内清光                                                | |                |
| その他                         | N/A                              | 藤原美央子 鈴木紀子 佐藤晴男 永井誠 矢薙直樹 小池亜希子 | 村治学 天田益男 三浦智子 木村雅史 津々見沙月 奥田啓人 竹田雅則 駒谷昌男 勝田晶子 栗山浩一 大久保利洋 奈良徹 |                |
| 日本語版制作スタッフ           |                                  |                                                         | |                |
| 演出                           | 演出                             | 蕨南勝之                                                | 伊達康将 |                |
| 翻訳                           | 翻訳                             | KAN TAKASHIMA                                           | KAN TAKASHIMA                                                                                               |                |
| 制作                           | 制作                             | ビデオテック                                            | 東北新社 |                |

- テレビ朝日版 - 初放送2005年12月4日 『日曜洋画劇場』